# Paul-Émile Le Vaillant de Florival
Pour les articles homonymes, voir Le Vaillant.
Paul-Émile Le Vaillant de Florival (1799-1862) est un arménologue français.

## Biographie
Pierre Edouard Le Vaillant de Florival est né le 11 février 1799 à Paris, ancien élève de l'École royale des chartes (promotion 1822), Pierre-Édouard Le Vaillant de Florival est notamment professeur d'arménien à l'École des langues orientales.
Il meurt le 20 janvier 1862 à Paris, 6ème 47 rue Jacob à l'hôpital de La Charité (il demeurait 3 place des Trois Maries, Paris, 1er et auparavant rue du Petit-Four Saint-Germain).

## Ouvrages
- La rose et le rossignol allégorie orientale, (Traduction), 1833.
- "L'Histoire de la Grande-Arménie" de Moïse de Khorène, (Traduction), 1836
- Dictionnaire historique, géographique, philologique et critique pour servir d'annotation à l'Histoire d'Arménie, 1841
- Coup d'oeil sur l'Arménie, ou Géographie sommaire, précis de l'histoire d'Arménie..., 1847
- Réfutation des différentes sectes des païens, de la religion des Perses, de la religion des sages de la Grèce, de la secte de Marcion, par le docteur Eznig Gorhpatzi, auteur arménien du cinquième siècle, (Traduction), 1853